# Национал-социалистическое движение (Нидерланды)
Национа́л-социалисти́ческое движе́ние (НСБ) (нидерл. Nationaal-Socialistische Beweging in Nederland) — голландская национал-социалистическая партия. Единственная легальная партия в стране во время нацистской оккупации Нидерландов.

## История партии

### До войны

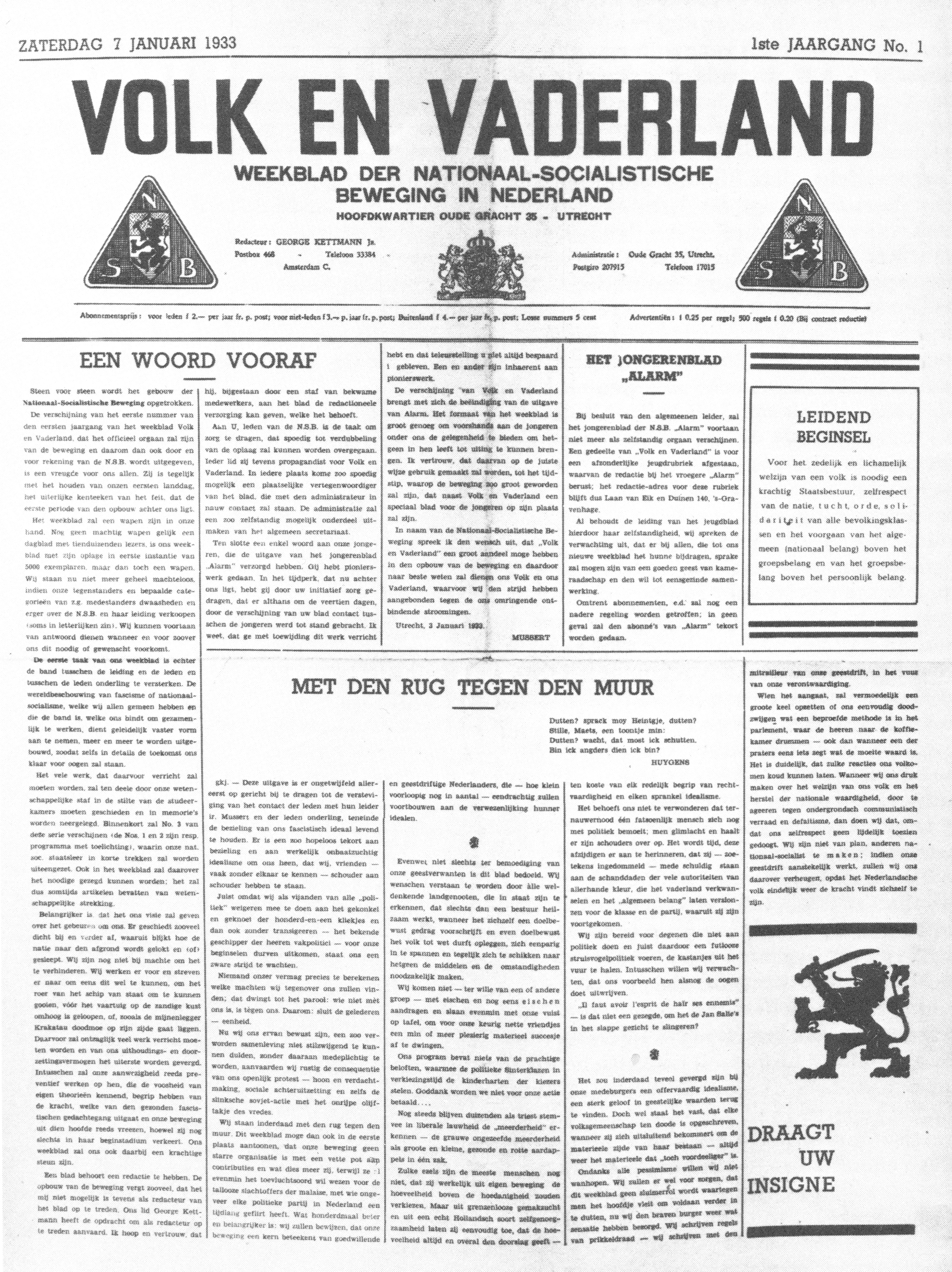
Первый номер партийной газеты Volk en Vaterland (Народ и Отечество)

Была основана 14 декабря 1931 года в Утрехте. Учредителями выступили
Антон Адриан Мюссерт и Корнелис ван Геелкеркен. В её идеологии была смесь национал-социализма и фашизма, а до 1936 в партии отсутствовал антисемитизм, а также членами НСБ были евреи.
В 1933 году был проведён съезд, на котором присутствовало 600 человек. После этого начала расти поддержка со стороны народа. В том же году правительство запретило государственным служащим быть членами НСБ.
В 1935 году на выборах партия получила 8 % голосов и два места в Сенате (фракцию возглавил Макс де Маршан-э-д’Ансамбур). Мюссерт получил имидж надёжного и прагматичного политика. Он сумел построить сильную организацию и демократическую политическую стратегию, которая не была ориентирована на насильственное свержение строя.
В 1936 году под влиянием идей Роста ван Тоннингена, который сильно ориентировался на НСДАП, партия стала антисемитской. В ответ на это разгорелось мощное антифашистское движение. Церковь и профсоюзы осудили подобные действия.
В 1937 году НСБ получила лишь 4 % голосов и четыре места в Сенате, однако впоследствии было получено пятое место. Депутаты от НСБ оказывали физическое и психологическое давление на других депутатов.
В 1939 году партия получила 4 % голосов избирателей.

### Во время Второй мировой войны

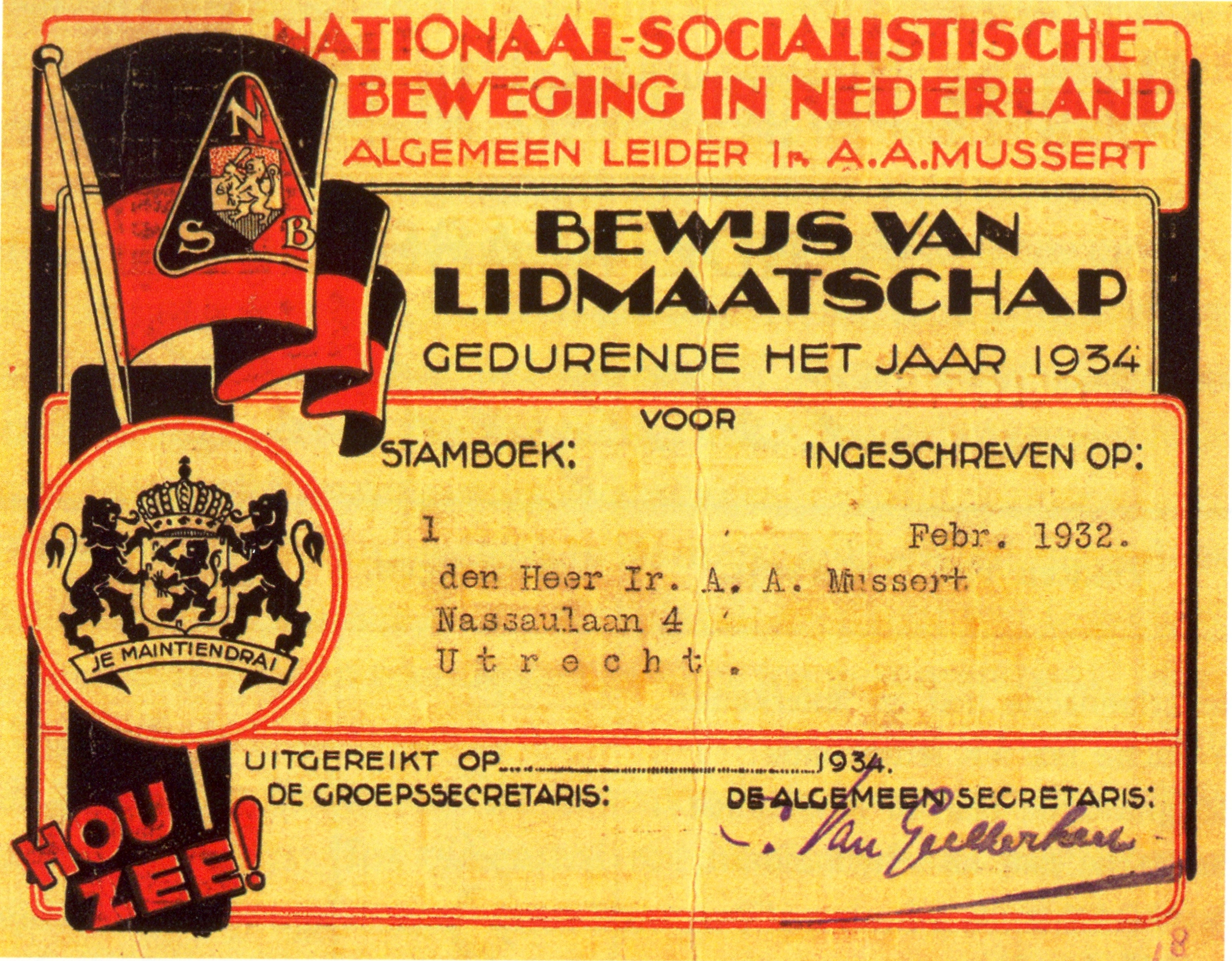
Агитационный плакат НСБ

Во время Второй мировой НСБ сочувствовала немцам, но выступала за строгий нейтралитет Нидерландов. В мае 1940 года 800 членов НСБ были поставлены полицией под стражу. 14 мая немцы оккупировали страну и освободили членов НСБ. В июне того же года Мюссерт на своём выступлении в Люнтерене призвал народ отречься от королевской власти и принять немцев. Все коммунистические и социалистические партии были объявлены вне закона, а в 1941 все партии, кроме НСБ, были запрещены. 14 декабря 1941 в состав НСБ влилась Национал-социалистическая голландская рабочая партия.
НСБ открыто сотрудничала с немцами. Её численность в годы войны выросла до 10000 членов. На «места» немцы назначали членов НСБ по собственному желанию. Главой Нидерландов в годы оккупации был назначен Артур Зейсс-Инкварт, а Мюссерт надеялся, что этот пост займёт он. Также Мюссерт несколько раз встречался с Гитлером и просил его восстановить независимость Нидерландов под властью главы НСБ, но получал отказ. Мюссерт получил лишь разрешение на создание Государственного секретариата, который имел мало влияния на государственные дела, и звание премьер-министра, которое заменялось на «Лидер голландского народа». Постепенно из-за возвышения ван Тоннингена авторитет Адриана Антона в НСБ падал.
Начиная с лета 1943, члены НСБ поступали на службу в Ландмахт и следили за порядком в Нидерландах.
4 сентября 1944 союзники заняли Антверпен. 5 сентября большинство высших членов НСБ бежали в Германию.
6 мая 1945 НСБ была запрещена. Многие члены партии были арестованы и осуждены. Мюссерт был казнён 7 мая 1946 года.

## Идеология
НСБ начинала как классическая нацистская партия, которая опиралась на принципы руководства. Партия пропагандировала идею здоровой нации с сильной властью, порядком и солидарностью. Они поставили национальные интересы выше личных интересов и интересов социальных групп, которые были характерны для голландского общества. Партия была против парламентаризма и авторитаризма. Программа была смоделирована по программе НСДАП, но не содержала расизм и антисемитизм. После 1936 под влиянием Роста ван Тоннингена партия стала больше ориентирована на НСДАП и заимствовала от немецкой партии антисемитские и расистские идеи. НСБ также поддерживало агрессивную внешнюю политику Италии и Германии.
Практические требования НСБ были: отмена отдельных избирательных прав, корпоративизм, введение трудовой и воинской повинности, ограничение свободы прессы, законы, подавление забастовок. Они выступали за воссоединение Фландрии в рамках Великих Нидерландов. Это государство не должно было являться частью Германии, а только независимым верным союзником.

## Программа
- Построение сильной государственности;
- Ликвидация индивидуального голосования;
- Построение корпоративной плановой экономики;
- Ограничение свободы прессы;
- Введение трудовой повинности и улучшение социального обеспечения;
- Создание национальных общин в сфере экономики.

## Ритуалы и символика
НСБ скопировало ритуалы и символику у итальянских фашистов и нацистов, в частности чёрную форму и римское приветствие. С 1933 года начал использоваться салют «Hou Zee!» Это, по словам Мюссерта, обозначало «мужество голландцев и славную морскую историю Нидерландов». Мюссерт имел звание Leider (лидер), которое подобно званию Гитлера в НСДАП (фюрер). Kameraad (товарищ) и Kameraadske (обращение к женщинам, неологизм) — звание членов партии. Один из лозунгов, «Мюссерт или Москва», подразумевал антикоммунизм партии и оборону от предполагаемого коммунистического переворота. Партия использовала красный и чёрный цвета на своём флаге, а также оранжево-бело-синий голландский триколор, который был флагом Нидерландов в XVII веке. Также НСБ использовала вольфсангель на хвосте льва, который был изображён на флаге.

## Военизированное крыло
Веербаархайдсафделинг (досл. отряды сопротивления) — боевое крыло НСБ. Боевые отряды были сформированы в 1932 году. Их основателем был Антон Мюссерт. Отряды сопротивления были расформированы в 1935 году и ушли в подполье, а после оккупации Нидерландов начали активную деятельность. Форма штурмовиков состояла из: черного пиджака с черной рубашкой, черными высокими сапогами, черными галифе и фуражки с символикой партии.
 Имели собственную организацию:
- В. А.-Манн
- Фейфманшапы — 5 человек (командовали Конштабели(экв. Ефрейтор) — отделения
- Вахты (wacht) — 10 человек (командовали Вахтмейстеры(экв. Сержант) — взводы
- Шары (schaar) — 20 человек (командовали Ваандрихи(экв. Прапорщик)
- Группы — 40 (командовали Компааны(экв. Лейтенант)
- Фендели (vendel) — 80 человек (командовали Хопманы(экв. Капитан) — роты
- Баны (Ban) — 448 человек (командовали Банлейдеры (экв. Майор) — батальоны
- Хеербаны (Heerban) — 896 человек (командовали Хеербанлейдеры(экв. Полковник)
- Бригады — 1782 человек (командовали Бригаденлейдеры (экв. Бригадир)

Ни одно формирование W.A. не достигло численности бригады. Каждый фендель (рус. штандарт) имел свое имя. К примеру, фендель Петер Тон (назван в честь павшего ВА-Манна, который был убит сопротивлением 7 сентября 1940 года)

## Электорат и поддержка
НСБ в основном поддерживал средний класс: солдаты, фермеры, государственные служащие и предприниматели. Меньше всего НСБ поддерживало духовенство и профсоюзы.
НСБ имело крепкие позиции в таких провинциях, как Дренте, Гелдерланд, Лимбург и в населённых пунктах на границе с Германией.

## Лингвистика
Национал-социалистическое движение выступало за использование старых нидерландских названий месяцев (louwmaand, sprokkelmaand, lentemaand...) вместо обычно использующихся названий латинского происхождения (januari, februari, maart...)